# Estación Merode

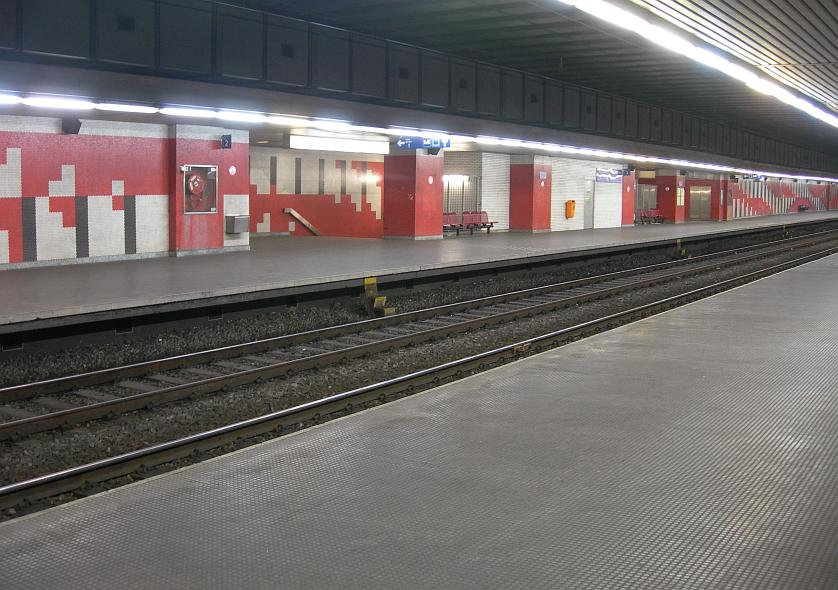
Andenes.

La estación de Merode es una estación de ferrocarril y del sistema del metro de Bruselas localizada en la municipalidad de Etterbeek (cerca de la frontera entre Etterbeek, la propia Bruselas y Schaerbeek), bajo la "Porte de Tervueren/Tervuursepoort," que representa el comienzo de la Avenue de Tervueren, una de las principales arterias de la ciudad. La estación de ferrocarril subterránea se localiza bajo la "Place Prince Jean de Mérode/Prins Jean de Merodeplein," por la cual es nombrada. Las dos estaciones se encuentran conectadas por un pasillo peatonal bajo tierra.
La estación de metro fue inaugurada en 1976 y daba servicio al primer servicio de metro pesado de Bruselas, pues los servicios subterráneos anteriores eran provistos por tranvías. La estación se localiza en el extremo oriental del ramal común de las líneas 1 y 5, anteriormente conocidas como 1A y 1B. Un convoy de cada dos procedente de  Schuman continua hacia el sudeste de la ciudad a través de Thieffry hacia la Estación Herrmann-Debroux, en la municipalidad de Auderghem; este ramal hoy se denomina línea 1. La línea 5 continua hacia el este a través de Montgomery hacia Stokkel/Stockel, en la municipalidad de Woluwe-Saint-Pierre. La estación principal, de ferrocarril, adyacente a la de metro, acoge a dos andenes bajo el suelo y recibe los servicios suburbanos de la NMBS/SNCB (líneas S4 y S7) y la línea 26, que conecta Vilvoorde con Halle a través de la Estación de Etterbeek. Es una de las estaciones más profundas de la ciudad.
A su alrededor hay varios lugares de interés, entre los que se encuentran la famosa casa Cauchie (hogar del arquitecto Paul Cauchie), el Parque del Cincuentenario, la Avenue de Tervueren (una de las más antiguas avenidas de Bruselas) y la Escuela Real Militar. La estación ofrece una conexión con la ruta de tranvía 81, al igual que con las líneas de autobús 27, 61 y 80. La estación Merode es un tanto extraña, ya que sus andenes están situados a diferentes niveles, con la intención de evitar movimientos conflictivos en un mismo nivel. Como resultado, cada andén tiene de fondo una pared limpia, que ha sido alicatada para mejorar la atmósfera de la estación.